# لوماري منحني
لوماري منحني (الاسم العلمي:Lomariopsis recurvata) هو نوع من النبات يتبع جنس اللوماري من الفصيلة اللومارية.